# Ulrich Drüner
Ulrich Drüner (* 1943 in Thann) ist ein deutscher Musikwissenschaftler, Orchestermusiker und Publizist.
Drüner studierte von 1963 bis 1969 Musik und Musikwissenschaft. Als Bratschist wirkte er, nach Anfängen beim Stuttgarter Kammerorchester, im Orchester der Staatsoper Stuttgart. Zusätzlich zu dieser Karriere gründete Drüner 1983 ein Musikantiquariat und schloss 1987 seine Promotion über Richard Wagner ab. Die kritische Auseinandersetzung mit diesem Komponisten, besonders unter philosophischen und ideologischen Gesichtspunkten, stand auch in den folgenden Jahrzehnten immer wieder im Zentrum von Drüners wissenschaftlicher und schriftstellerischer Tätigkeit.

## Veröffentlichungen (Auswahl)
- Richard Wagner. Parsifal. [Hrsg.] Libretto mit musikalischer und literarischer Analyse, Dokumentationen zu Entstehung und Rezeption, Kommentaren, Diskographie, Aufführungstabellen, Bibliographie und Zeittafeln, München 1990, ISBN 978-3-927724-06-8.
- Schöpfer und Zerstörer. Richard Wagner als Künstler. Böhlau, Köln/Weimar/Wien 2003, ISBN 978-3-412-17702-7.
- Mozarts Große Reise. Sein Durchbruch zum Genie 1777–1779. Böhlau, Köln/Weimar/Wien 2006, ISBN 978-3-412-34805-2.
- Musik und "Drittes Reich". Fallbeispiele 1910 bis 1960 zu Herkunft, Höhepunkt und Nachwirkungen des Nationalsozialismus in der Musik. Böhlau, Köln/Weimar/Wien 2012, ISBN 978-3-205-78616-0.
- Richard Wagner. Die Inszenierung eines Lebens. Blessing, München 2016, ISBN 978-3-89667-563-7.
- Die zwei Leben des Ludwig van Beethoven. Blessing, München 2020, ISBN 978-3-89667-633-7.